# Parc naturel Balta Mică a Brăilei
Le Parc naturel « Balta Mică a Brăilei » (en roumain Parcul Natural Balta Mică a Brăilei) est une aire protégée (parc naturel de la catégorie V IUCN) située entre deux bras du Danube, en Roumanie, dans le județ de Brăila.

## Localisation
Le parc naturel est situé dans la partie sud-est du pays, entre la Plaine de Brăila et la Grande Île de Brăila délimitée par les deux bras du Danube qui divergent à Măgureni et confluent à Brăila, sur le territoire administratif des communes Berteștii de Jos, Chișcani, Gropeni, Mărașu et Stăncuța.

## Historique
Durant le régime communiste de Roumanie, les zones humides du bas-Danube ont été en grande partie asséchées et endiguées pour être consacrées à l'agriculture, bien que la Roumanie ne manquait pas de superficie agricole utile, mais l'idée qui dominait alors était que „les marécages sont inutiles et malsains” et qu'il fallait les „assainir” : les dirigeants communistes ne pensaient qu'en ingénieurs et ne consultaient pas les hydrologues, les limnologues et les ichtyologues, de sorte que la Roumanie n'a signé la convention de Ramsar (1975) qu'après la chute des régimes communistes en Europe, le 25 janvier 1991. De plus, ces travaux pharaoniques ont utilisé, avec une forte mortalité, les prisonniers politiques que le régime déportait dans les camps de Grădina, Lunca, Salcia, Stoienești et Vechea Strâmbă de la Grande Île de Brăila.
681,3 km2 (94,6% de cette île) ont ainsi été polderisés sur une période de trente ans, et les 5,6% encore à l'état naturel au moment de la chute de la dictature, soit 17 529 ha, ont été déclarés aire protégée par la loi n° 5 du 6 mars 2000 (publiée dans Monitorul Oficial n° 152 du 12 avril 2000), formant le parc naturel « Balta Mică a Brăilei », considéré comme une zone humide d'importance internationale, pour l'habitat de la sauvagine, les espèces végétales, les mammifères, les oiseaux, les amphibiens et les poissons du Danube.